# Desplaçament (digital)

Desplaçament de paral·laxi

En pantalles d’ordinador, produccions cinematogràfiques o televisives, i altres pantalles cinemàtiques, el desplaçament és fer lliscar textos, imatges o vídeos a través d’una pantalla o un monitor, verticalment o horitzontalment. El “desplaçament” com a tal no canvia la disposició del text o de les imatges, però mou (en sentit horitzontal o vertical) la visió de l'usuari a través del que, aparentment, és una imatge més gran que no es podia veure sencera. Un dels efectes especials més comuns utilitzat en la televisió i en el cinema és el desplaçament dels crèdits mentre el fons està fix. El desplaçament pot produir-se completament sense cap intervenció de l’usuari (com als crèdits de les pel·lícules) o, en un dispositiu interactiu, pot ser activat amb una pantalla tàctil o una tecla i continuar sense cap intervenció fins a una futura acció de l’usuari, o ser controlat per un dispositiu d’entrada.
Desplaçament diferencial
El desplaçament pot produir-se amb canvis discrets (potser una o unes poques línies del text alhora), o contínuament (un desplaçament suau). El fotograma per segon és la velocitat a la qual una imatge sencera es torna a mostrar. Està relacionat amb el desplaçament perquè els canvis del text i la posició de la imatge només pot passar amb la mateixa freqüència amb la qual la imatge es pot tornar a mostrar. Quan el fotograma per segon és un factor limitant, una tècnica de desplaçament suau és difuminar imatges durant el moviment que d’altra manera semblaria que “boten”.

### Paradigmes de la IU
Alguns programaris permeten altres tipus de desplaçament. Adobe Reader té una eina representada amb una xicoteta mà (eina manual) al document, el qual pot ser arrossegat clicant o movent el ratolí com si es fera lliscar una gran pàgina de paper. Quan aquesta característica s'implementa en una pantalla tàctil es diu desplaçament cinètic. Normalment, les pantalles tàctils utilitzen el desplaçament inercial i simulen l’aparença d’un objecte amb inèrcia, ja que, des de l’aparicició d’aquest tipus de pantalles, l’ús del moviment continu d’un objecte ha caigut en desús com més va més. Una implementació primerenca d’aquest comportament era en la PDA “Star 7”, de Sun Microsystems ca. 1991-1992.
El desplaçament pot ser controlat per altres vies, depenent del programari, amb un ratolí d’ordinador. Algunes rodes de desplaçament poden ser pressionades, i funcionen com un botó. Depenent del programari, això permet el desplaçament horitzontal i vertical arrossegant en la direcció desitjada; quan es mou el ratolí a la posició original, el desplaçament para. Algunes d’aquestes rodes també poden ser inclinades, i fan el desplaçament horitzontal en una direcció fins que se solten. En les pantalles tàctils, el desplaçament es fa amb un gest multitàctil fent lliscar un dit a la pantalla verticalment en la direcció oposada a on l’usuari vol desplaçar-se.
Si algun contingut és massa gran per a cabre en una pantalla, el desplaçament horitzontal és necessari per a veure'l tot. En aplicacions com els gràfics i els fulls de càlculs hi ha normalment més contingut del que cap en una escala còmoda de la pantalla, tant en amplària com en altura, i el desplaçament en ambdues direccions és necessari.